# 倉敷市玉島夫婦殺傷事件
倉敷市玉島夫婦殺傷事件（くらしきし たましま ふうふさっしょうじけん）は、2023年12月2日に岡山県倉敷市玉島で発生した殺人事件である。
なお、Tは被害者夫婦の長男である。

## 概要
2023年12月2日の夜、妻から「刺された」と110番通報が玉島署に入った。その後、警察官が現場に駆けつけると、洗面所で倒れた被害者男性（夫）を発見した。その後、被害者男性は死亡が確認された。妻は台所で倒れていた。妻の命に別条はなかった。同月21日、岡山県警は妻への殺人未遂容疑などで被害者夫婦の長男であるT、そして岡山市の自営業であるМを逮捕した。
警察の取り調べに対してМは、「夫婦の長男から６００万円の報酬を受け取る約束だった」と供述し、このうち１５０万円を犯行前に受け取っていた。
Мは「Tに夫婦を殺害するよう頼まれた」という趣旨の供述をしており、「現金６００万円の報酬を受け取る約束だった」と話していた。
また、「前金が１５０万円、成功報酬が４５０万円で、犯行前に１５０万円を受け取っていた」とも説明していた。
2024年2月1日、岡山県警は被害者夫婦の家から財布などを盗んだとしてМを追送検し、１日付で捜査本部を解散したと発表した。

## 裁判
2025年6月11日、Mの裁判員裁判が始まった。大けがを負った被害者女性が意見陳述を行い、「見ず知らずの被告により、目の前で主人の命が奪われ、今でも当時の記憶がよみがえり苦しい日々が続いている」と心情を述べた。
つづいて検察が論告を行い、「被告は、財産目的で両親の殺害を企てた長男の思惑を知りながら、みずからも報酬欲しさから進んで実行役を引き受けた」と主張し、「極めて残忍かつ執ような犯行で、被害者の処罰感情はしゅん烈だ」と述べ、無期懲役を求刑した。
一方、弁護側は「被告は執ように殺害を依頼する長男に対しての怒りから冷静さを失って犯行を決意した。長男の強い殺意と計画性に利用されたもので、単純な金銭目的の犯行とは考えづらい」などと述べ、有期刑を求めた。
被告は最終陳述で「事件と向き合い、償っていきます」などと述べた。
２５日の判決で、岡山地方裁判所の本村曉宏裁判長は「被告はためらうことなく急所を狙って包丁などで攻撃を加えており、強固な殺意に基づく残忍かつ執拗な犯行といえ、生命軽視の程度が甚だしい」と述べた。
そのうえ、「両親を殺害して会社の経営権とその資産を手に入れようとする長男の意図を知りながら報酬目的で実行役として加担しその役割は重大だ」とし、求刑どおり無期懲役の判決を言い渡した。